# Music of the Spheres
A Music of the Spheres (magyarul: Szférák zenéje) Mike Oldfield 2008-as, huszonharmadik nagylemeze.
A lemez klasszikus nagyzenekari mű. A nagyzenekari hangszereken kívül Oldfield akusztikus gitáron és zongorán[forrás?] játszik rajta.

## Számok
Part 1
1. Harbinger – 4.08
2. Animus – 3.09
3. Silhouette – 3.19
4. Shabda – 4.00
5. The Tempest – 5.48
6. Harbinger (reprise) – 1.30
7. On My Heart – 2.27 (közreműködik Hayley Westenra)

Part 2
1. Aurora – 3.42
2. Prophecy – 2.54
3. On My Heart (reprise) – 1.16
4. Harmonia Mundi – 3.46
5. The Other Side – 1.28
6. Empyrean – 1.37
7. Musica Universalis – 6.24